# Synagoga Sherith Israel w Cincinnati
Synagoga Sherith Israel w Cincinnati – jest to była synagoga ortodoksyjna położona w amerykańskim mieście Cincinnati w stanie Ohio przy ulicy Walnut Street. 
Synagoga założona w 1860 roku jest jednym z najstarszym tego budynków w Cincinnati, a także najstarszym tego typu budynkiem w rejonie gór Alleghenów. Budynek synagogi zbudowany w 1860 roku służył lokalnej wspólnocie żydowskiej do 1882 roku, po czym lokalna wspólnota przeniosła się do synagogi położonej w innej części miasta.
Po zamknięciu synagogi budynek ten przez następne lata służył m.in. jako magazyn oraz sklep hydrauliczny i mechaniczny.
W 1998 roku władze miasta przeprowadziły debatę nad wyburzeniem budynku. Po ponad rocznej dyskusji władz miasta oraz lokalnej gminy żydowskiej podjęto decyzję o pozostawieniu budynku na swoim miejscu i przeprowadzeniu restauracji dawnego budynku synagogi, która nastąpiła w 2003 roku.